# Bringing It All Back Home
Bringing It All Back Home (w niektórych krajach wydana jako Subterranean Homesick Blues) – piąta studyjna płyta Boba Dylana. wydana w 1965 roku. Pierwsza płyta nagrana z elektrycznym akompaniamentem (strona pierwsza). Stronę pierwszą wypełniały głównie elektryczne bluesy w tym „Subterranean Homesick Blues” i „Maggie’s Farm” a także ballady „She Belongs to Me” i „Love Minus Zero/No Limit”.
Na stronie drugiej (krótszej) znajdują się akustyczne ballady o poetyckich tekstach. Jedna z nich „Mr. Tambourine Man” doczekała się elektrycznej wersji w wykonaniu zespołu The Byrds. Wiele piosenek z płyty Bringing It All Back Home na długie lata stało się żelaznym repertuarem koncertowym Dylana, a sama płyta została uznana za jedną z najważniejszych w karierze artysty. Producentem był Tom Wilson. Album wydała wytwórnia Columbia Records w 1965 roku jako płytę winylową.
W 2003 album został sklasyfikowany na 31. miejscu listy 500 albumów wszech czasów według magazynu Rolling Stone.

## Lista utworów
Strona pierwsza
| 1. | „Subterranean Homesick Blues” | 2:21  |
|    |                               |       |
| 2. | „She Belongs to Me”           | 2:47  |
|    |                               |       |
| 3. | „Maggie’s Farm”               | 3:54  |
|    |                               |       |
| 4. | „Love Minus Zero/No Limit”    | 2:51  |
|    |                               |       |
| 5. | „Outlaw Blues”                | 3:05  |
|    |                               |       |
| 6. | „On the Road Again”           | 2:35  |
|    |                               |       |
| 7. | „Bob Dylan’s 115th Dream”     | 6:30  |
|    |                               |       |
|    |                               | 24:03 |
|    |                               |       |
Strona druga
| 1. | „Mr. Tambourine Man”                   | 5:30  |
|    |                                        |       |
| 2. | „Gates of Eden”                        | 5:40  |
|    |                                        |       |
| 3. | „It’s Alright, Ma (I’m Only Bleeding)” | 7:29  |
|    |                                        |       |
| 4. | „It's All Over Now, Baby Blue”         | 4:12  |
|    |                                        |       |
|    |                                        | 22:51 |
|    |                                        |       |